# Bilčovs
Bilčovs (nemško: Ludmannsdorf)  je dvojezična občina v okraju Celovec-dežela na avstrijskem Koroškem.
Bilčovs leži v Rožu, severno od reke Drave in južno od Vrbskega jezera.
Glede na popis iz leta 2001 se  28.3% prebivalstva Bilčovsa izreka za Koroške Slovence.

## Geografija

### Zemljepisna lega
Območje občine Bilčovs se razteza severno od reke Drave in južno od Vrbskega jezera, med občinama Vrba na Koroškem in Kotmara vas. Leži v močno gozdnatem gričevju Gure, iz katerih se odpira pogled na Rož in Karavanke. Nadmorska višina občine se giblje med 600 in 900 metri.

### Naselja v občini
Bilčovs je razdeljen na 5 katastrskih občin: Bilčovs  (nemško Ludmannsdorf), Mala gora (Großkleinberg), Zgornja Vesca  (Oberdörfl), Želuče  (Selkach) in Velinja vas (Wellersdorf). Področje občine zajema naslednjih 17 naselij (število prebivalstva po popisu iz leta 2001):
| - Potok (Bach), 99 prebivalcev - Kajzaze (Edling), 220 - Bilnjovs (Fellersdorf), 59 - Branča ves (Franzendorf), 191 - Mala gora (Großkleinberg), 56 - Bilčovs (Ludmannsdorf), 196 - Koviče (Lukowitz), 104 - Moščenica (Moschenitzen), 43 - Muškava (Muschkau), 99 | - Spodnja Vesca (Niederdörfl), 97 - Zgornja Vesca (Oberdörfl), 132 - Podgrad (Pugrad), 165 - Na Gori (Rupertiberg), 54 - Želuče (Selkach), 108 - Stranje (Strein), 36 - Velinja vas (Wellersdorf), 131 - Sodražava (Zedras), 35 |

### Sosednje občine
| Škofiče          | Škofiče Hodiše  | Hodiše          |
| Vrba na Koroškem |                 | Kotmara vas     |
| Šentjakob v Rožu | Bistrica v Rožu | Bistrica v Rožu |

## Zgodovina
Bilčovs se v pisnih virih prvič omenja leta 1141. V kraju, ki se je že od nekdaj in vse do današnjih dni močno zanašal na  poljedelstvo in kmetovanje, so prevladovale predvsem majhne in samozadostne kmetije. Vse od visokega srednjega veka do revolucionarnega leta 1848 je s širšim področjem Bilčovsa upravljala gosposka iz Hollenburga in Vetrinja.
Cesar Jožef II. je kraj leta 1787 povišal v župnijo. Cerkev Sv. Jakoba, znamenitost in ponos občine, izvira deloma že iz 13. stoletja in vključuje tako romanske kot gotske stilske elemente. Notranja oprema cerkve je bila v 18. stoletju barokizirana.
Za časa napoleonskih vojn med letoma 1809 in 1813 je bilo območje Bilčovsa razdeljeno med francoske Ilirske province in avstrijsko cesarstvo. Meja med obema državama je potekala približno vzdolž črte Na gori - Želuče  (Rupertiberg - Selkach). Leta 1813 so bili Francozi premagani pri Rožeku in pregnani iz Koroške.
Leta 1850 sta se na tem območju vzpostavili občini Bilčovs in Zgornja Vesca. Slednjo so leta 1957/58 ukinili in jo priključili občini Bilčovs.
V občini s tradicionalno visokim deležem Koroških Slovencev so leta 1920 ob koroškem plebiscitu prebivalci z veliko večino glasovali za priključitev novoustanovljeni državi Jugoslaviji. Tako je glasovalo okoli štiri petine volilnih upravičencev v Bilčovsu in približno dve tretjini volilnih upravičencev v Zgornji Vesci.
Tudi dandanes na območju dvojezične občine Bilčovs živi močna in živahna narodna skupnost Koroških Slovencev, ki predstavljajo okoli 28.3% vsega prebivalstva.

## Prebivalstvo
Po popisu iz leta  2001 je imela občina Bilčovs 1825 prebivalcev, od tega jih je imelo  96,5% avstrijsko državljanstvo. 28,3% prebivalstva se je izreklo za pripadnike slovenske narodne skupnosti.
H katoliški veroizpovedi se je prištelo 90,9% prebivalcev občine, k evangeličanski 2,0%,  k islamu pa 1,5%. 3,5% prebivalstva se ni opredelilo za nobeno uradno veroizpoved.
Spodnja tabela prikazuje delež slovenskega prebivalstva po naseljih občine Bilčovs med letoma 1951 in 1991:
| Kraj (Nemško) | Kraj (Slovensko) | Število prebivalcev 1991 | Odstotek Slovencev 1991 | Odstotek Slovencev 1951 |
| ------------- | ---------------- | ------------------------ | ----------------------- | ----------------------- |
| Bach          | Potok            | 104                      | 15.4%                   | 98.6%                   |
| Edling        | Kajzaze          | 191                      | 27.2%                   | 96.3%                   |
| Fellersdorf   | Bilnjovs         | 52                       | 36.5%                   | 83.8%                   |
| Franzendorf   | Branča vas       | 164                      | 23.8%                   | 63.8%                   |
| Großkleinberg | Mala gora        | 41                       | 36.6%                   | 100%                    |
| Ludmannsdorf  | Bilčovs          | 150                      | 50.7%                   | 88.3%                   |
| Lukowitz      | Koviče           | 91                       | 12.1%                   | 60.4%                   |
| Moschenitzen  | Moščenica        | 50                       | 98.0%                   | 100%                    |
| Muschkau      | Muškava          | 88                       | 18.2%                   | 94.0%                   |
| Niederdörfl   | Spodnja vesca    | 98                       | 13.3%                   | 55.3%                   |
| Oberdörfl     | Zgornja vesca    | 121                      | 27.3%                   | 46.5%                   |
| Pugrad        | Podgrad          | 132                      | 28,8%                   | 37.8%                   |
| Rupertiberg   | Na gori          | 57                       | 33.3%                   | 55.4%                   |
| Selkach       | Želuče           | 99                       | 57.6%                   | 84.3%                   |
| Strein        | Stranje          | 30                       | 60.0%                   | 100%                    |
| Wellersdorf   | Velinja vas      | 115                      | 40.0%                   | 88.0%                   |
| Zedras        | Sodraževa        | 16                       | 25.0%                   | 68.3%                   |

## Kultura in znamenitosti
V občini delujejo številna kulturna, športna in ostala društva, najbolj znamenito med njimi pa je slovensko kulturno društvo Bilka. Iz Bilčovsa izhajata tudi dva mednarodno znana umetnika: pisatelj Janko Ferk in slikarka Meina Schellander.
Na področju občine lahko najdemo tudi številna katoliška spominska znamenja in obeležja, zelo značilna za Koroško. Tako se blizu mosta v smeri Podgorja v kraju Želuče nahaja veliko znamenje iz 16. stoletja, pokrito s tipično streho iz lesenih skodel. Poslikava na njem datira iz prve polovice 19. stoletja.

## Gospodarstvo in infrastruktura
Gospodarsko življenje občine dandanes zaznamuje predvsem lesna industrija; v Bilčovsu tako delujejo tri žage, dve tesarski in šest mizarskih podjetij. Največji delodajalec v občini in na širšem območju je podjetje Holzbau Gasser Gmbh.

## Politika

### Občinski svet
Občinski svet občine Bilčovs ima 15 članov in se je na zadnjih občinskih volitvah leta 2021 izoblikoval takole: 
- 7 sedežev  Občinska Lista  (Gemeindeliste GL)
- 4 sedežev  Socialdemokratska stranka Avstrije (SPÖ)
- 1 sedež   Koroški Svobodnjaki  (FPK)
- 3 sedeže Enotna lista

Neposredno izvoljeni župan je od leta 2009 Manfred Maierhofer iz Občinske Liste (GL).

## Grb
V grbu Bilčovsa se odražajo tradicionalne gospodarske značilnosti območja, ki danes spada pod okrilje občine. Oba zlata nazobčana trakova na levi in desni strani predstavljata žagina lista, torej pridobivanje in predelavo lesa. Med njima se nahaja izsek pletene košare, kar ponazarja nekdanjo krajevno tradicijo izdelovanja košar in drugih izdelkov iz slame in trstičevja, med drugim denimo slamnatih klobukov, po čemer je bil kraj nekoč na daleč poznan. Modro ozadje grba pa simbolizira vodo, oz. lokacijo občinskega ozemlja med Dravo in Vrbskim jezerom.
Grb in zastava sta bila občini podeljena 5. marca 2002. Zastava je rumeno-modra, z vključenim grbom.

## Osebnosti
- Blaž Reichman, pravnik, sodnik, kulturni aktivist